# Les Filles de La Rochelle (chanson)
Pour les articles homonymes, voir Les Filles de La Rochelle (homonymie).
Les Filles de La Rochelle (ou Sont les filles de la Rochelle, ou encore Le Merveilleux Navire) est un chant de marins de la côte Atlantique de la France et du Canada, caractéristique des contes et des chansons de gaillard d'avant (destiné à occuper les moments de repos et de loisir) par l'emploi de termes techniques et par l'union du rêve féerique à la grivoiserie.

## Origine et versions
Il existe trois versions différentes quant à l'origine de la chanson qui remonterait au XVIIe ou XVIIIe siècle :  
- pour certains, celle-ci aurait été inspirée par le siège de La Rochelle en 1627-1628 durant lequel beaucoup d’hommes trouvèrent la mort. Les Rochelaises décidèrent de prendre le relais de la défense de la ville en « armant un bâtiment » ;
- pour d’autres, ces mêmes Rochelaises auraient tendu un piège aux soldats de Richelieu durant ce même siège ;
- enfin, la troisième version évoquerait plutôt la période l’émigration vers la Nouvelle France où orphelines et « femmes de mauvaise vie » étaient embarquées pour trouver mari sur les rives du Saint-Laurent.

Le texte actuel remonterait au plus au XVIIIe siècle, même si le thème du « navire merveilleux » est connu dès la fin du XVe siècle ; la mélodie a elle été éditée en 1846.
De tradition orale, il en existe différentes versions plus ou moins grivoises. Elle fut interprétée notamment par Colette Renard, Dorothée et les Quatre Barbus.

## Paroles
(Ce) sont les filles de La Rochelle,

Ont armé un bâtiment,

Pour aller faire la course

Dedans les mers du Levant.
Refrain
Ah ! La feuille s'envole, s'envole,

Ah ! La feuille s'envole au vent.
2.
La grand-vergue est en ivoire,

Les poulies en diamant ;

La grand-voile est en dentelle,

La misaine en satin blanc ;
3.
Les cordages du navire

Sont de fils d'or et d'argent,

Et la coque est en bois rouge

Travaillé fort proprement ;
4.
L'équipage du navire,

C'est tout filles de quinze ans ;

Le capitaine qui les commande

Est le roi des bons enfants.
5.
Hier, faisant sa promenade

Dessus le gaillard d'avant,

Aperçut une brunette

Qui pleurait dans les haubans :
6.
Qu'avez-vous, gentille brunette,

Qu'avez-vous à pleurer tant ?

Av'vous perdu père et mère

Ou quelqu'un de vos parents ?
7.
J'ai cueilli la rose blanche,

Qui s'en fut la voile au vent :

Elle est partie vent arrière,

Reviendra-z-en louvoyant…

## Chanson en laisse
Selon l’ethnologue québécois Conrad Laforte, il s’agit d’une chanson en laisse dont tous les vers assonnent en an, ce qui apparaît si elle est notée en vers de 14 syllabes comme suit :
« Ce sont les filles de La Rochelle qui ont armé un bâtiment,

Pour aller faire la course dedans les mers du Levant.

[…]

La grand-vergue est en ivoire, les poulies en diamant,

La grand-voile est en dentelle, la misène [sic] en satin blanc ;

[…]. »